# Hypobathrum longifolium
Hypobathrum longifolium är en måreväxtart som först beskrevs av Dc., och fick sitt nu gällande namn av Khoon Meng Wong. Hypobathrum longifolium ingår i släktet Hypobathrum och familjen måreväxter. Inga underarter finns listade i Catalogue of Life.